# 查爾瓦尼山
14°06′31″S 70°13′24″W / 14.10861°S 70.22333°W
查爾瓦尼山（Challhuani），是秘魯的山峰，位於該國東南部普諾大區，由卡拉瓦亞省的馬庫薩尼區負責管轄，屬於卡利亞瓦亞山脈的一部分，海拔高度約5,000米。